# Бук червоний (Хмельницький, вул. Героїв Майдану)
Бук черво́ний — ботанічна пам'ятка природи місцевого значення в Україні. Розташована в межах міста Хмельницький, вул. Героїв Майдану, 24.
Площа 0,01 га. Статус надано згідно з рішенням облвиконкому № 358-р від 22.10.1969 року. Перебуває у віданні: УЖКГ Хмельницького міськвиконкому.
Статус надано з метою збереження одного вікового дерева бука червонолистої форми.